# Oberlommatzsch
Oberlommatzsch ist ein Ortsteil der sächsischen Gemeinde Diera-Zehren im Landkreis Meißen. Er wurde am 1. November 1935 nach Wölkisch eingemeindet, mit dem der Ort am 1. März 1974 zur Gemeinde Zehren und am 1. Januar 1999 zur Gemeinde Diera-Zehren kam.

## Geographie

### Geographische Lage und Verkehr
Oberlommatzsch liegt links der Elbe zwischen der Kreisstraße 8071 und der Bundesstraße 6 etwa fünf Kilometer von Zehren entfernt. Der Ort ist einer der nördlichsten Ortsteile Diera-Zehrens und liegt am Talhang des Lommatzschbaches (Wölkisches Wasser). Er befindet sich in der Lommatzscher Pflege. Südwestlich der Ortslage befindet sich das in der Gemarkung Oberlommatzsch befindliche Einzelgut Windorf.

### Nachbarorte
| Kobeln   | Böhla, Bahra                                | Neuhirschstein   |
| Sieglitz | Kompassrose, die auf Nachbargemeinden zeigt | Niederlommatzsch |
| Wölkisch |                                             | Naundorf         |

## Geschichte

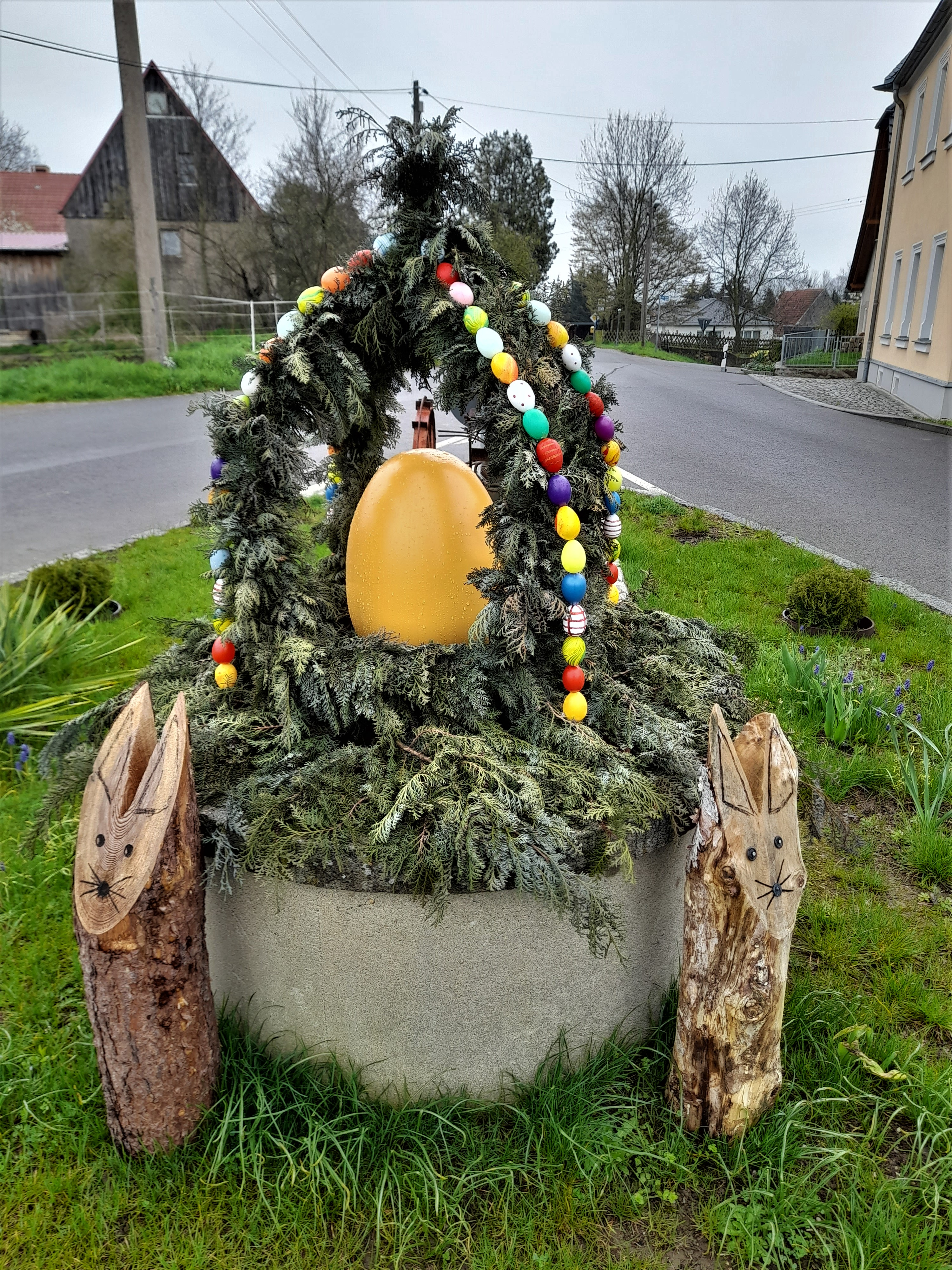
Osterbrunnen Oberlommatzsch

### Oberlommatzsch
Das Sackgassendorf auf Gewannflur Oberlommatzsch wurde 1334 erstmals als Lomnicz superius erwähnt. Der bereits 1321 erwähnte Nachbarort Niederlommatzsch wurde 1336 zur Unterscheidung als Lomnicz inferius bezeichnet. Oberlommatzsch war ursprünglich zum Castrum Meißen gehörig. Um 1551 unterstand der Ort bezüglich der Grundherrschaft anteilig als Amtsdorf dem Schulamt Meißen und dem Kloster Heilig Kreuz in Meißen. Nachdem das Kloster Heilig Kreuz infolge der Reformation im Jahr 1568 aufgehoben wurde, verwendete man dessen säkularisierten Kirchenbesitz ab 1570/71 zur wirtschaftlichen Konsolidierung der Landesschule St. Afra. Die Erbgerichte über Oberlommatzsch wurden im Jahr 1590 durch das Amt Nossen wahrgenommen. In der Folgezeit unterstand Oberlommatzsch bis ins 19. Jahrhundert als Amtsdorf dem kursächsischen bzw. königlich-sächsischen Schulamt Meißen. Oberlommatzsch war nach Boritz gepfarrt und gehört heute zur Kirchgemeinde Boritz-Leutewitz.
Bei den im 19. Jahrhundert im Königreich Sachsen durchgeführten Verwaltungsreformen wurden die Ämter aufgelöst. Dadurch kam Oberlommatzsch im Jahr 1856 unter die Verwaltung des Gerichtsamts Meißen und 1875 an die neu gegründete Amtshauptmannschaft Meißen. Im Jahr 1871 betrug die Größe der Gemarkung 181 Hektar. Von 81 Einwohnern im Jahr 1925 waren alle evangelisch-lutherischer Konfession. Im Jahr 1935 wurde der Nachbarort Windorf nach Oberlommatzsch eingemeindet, im selben Jahr, am 1. November 1935, verlor der Ort seine Eigenständigkeit durch die Eingemeindung nach Wölkisch.
Durch die Kreisreform 1952 wurde Oberlommatzsch Teil des aus der Amtshauptmannschaft gebildeten Kreises Meißen im Bezirk Dresden, der sich in der Nachwendezeit mehrmals vergrößerte. Am 1. März 1974 wurde Wölkisch nach Zehren eingemeindet. Diera und Zehren schlossen sich am 1. Januar 1999 zu Diera-Zehren zusammen, seitdem ist Oberlommatzsch ein Ortsteil dieser Gemeinde.

### Ortsteil Windorf
Das zu Oberlommatzsch gehörige Windorf wurde im Jahr 1461 als Wintdorf erwähnt. Von der einst hier befindlichen Wasserburg ist nichts mehr erhalten geblieben. Das Einzelgut Windorf gehörte bezüglich der Grundherrschaft bis ins 19. Jahrhundert zum Rittergut Hirschstein. Im Gegensatz zu Oberlommatzsch unterstand Windorf dem kursächsischen bzw. königlich-sächsischen Erbamt Meißen und es ist kirchlich nach Zehren gepfarrt. Bei den im 19. Jahrhundert im Königreich Sachsen durchgeführten Verwaltungsreformen wurden die Ämter aufgelöst. Dadurch kam Windorf im Jahr 1856 unter die Verwaltung des Gerichtsamts Meißen und 1875 an die neu gegründete Amtshauptmannschaft Meißen. Am 1. Januar 1935 wurde Windorf nach Oberlommatzsch eingemeindet.

### Entwicklung der Einwohnerzahl
| Jahr | Einwohner Oberlommatzsch      | Einwohner Windorf              |
| ---- | ----------------------------- | ------------------------------ |
| 1551 | 10 besessene Mann, 5 Inwohner | keine Angabe                   |
| 1764 | 10 besessene Mann             | 1 besessener Mann              |
| 1834 | 96                            | 27                             |
| 1871 | 98                            | 19                             |
| 1890 | 73                            | 17                             |
| 1910 | 84                            | 28                             |
| 1925 | 81                            | 18                             |
| 2011 | 43                            | eingerechnet in Oberlommatzsch |
| 2019 | 33                            | eingerechnet in Oberlommatzsch |